# Sobolew-Kolonia
Sobolew-Kolonia – kolonia w Polsce położona w województwie lubelskim, w powiecie lubartowskim, w gminie Firlej.
W latach 1975–1998 miejscowość administracyjnie należała do ówczesnego województwa lubelskiego.
Kolonia stanowi sołectwo gminy Firlej.  Według Narodowego Spisu Powszechnego (III 2011 r.) wieś liczyła 186 mieszkańców.